# Трииодид калия
Трииодид калия (йод йодат калия)— неорганическое соединение,
соль калия и трииодистоводородной кислоты кислоты с формулой KI3,
растворяется в воде,
образует кристаллогидрат — тёмно-коричневые кристаллы.
Правильное номенклатурное название ИЮПАК трииодид(1-) калия.

## Получение
- Реакция стехиометрических количеств иодистого калия и иода:

{\displaystyle {\mathsf {I_{2}+KI+H_{2}O\ {\xrightarrow {}}\ KI_{3}\cdot H_{2}O}}}

## Физические свойства
Трииодид калия образует кристаллы
кубической сингонии,
параметры ячейки a = 0,469 нм.
Слабо растворяется в холодной воде.
Образует кристаллогидрат — тёмно-коричневые кристаллы.

## Применение
Компонент многих водных и спиртовых растворов иода. В том числе аптечного спиртового раствора иода.